# 大胡祇園まつり

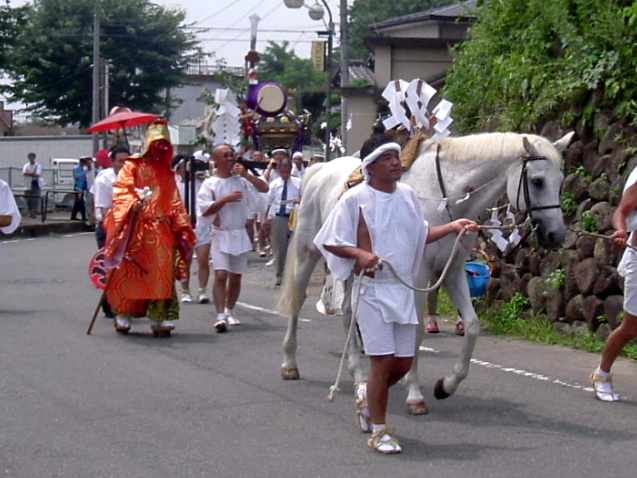
神馬と天狗

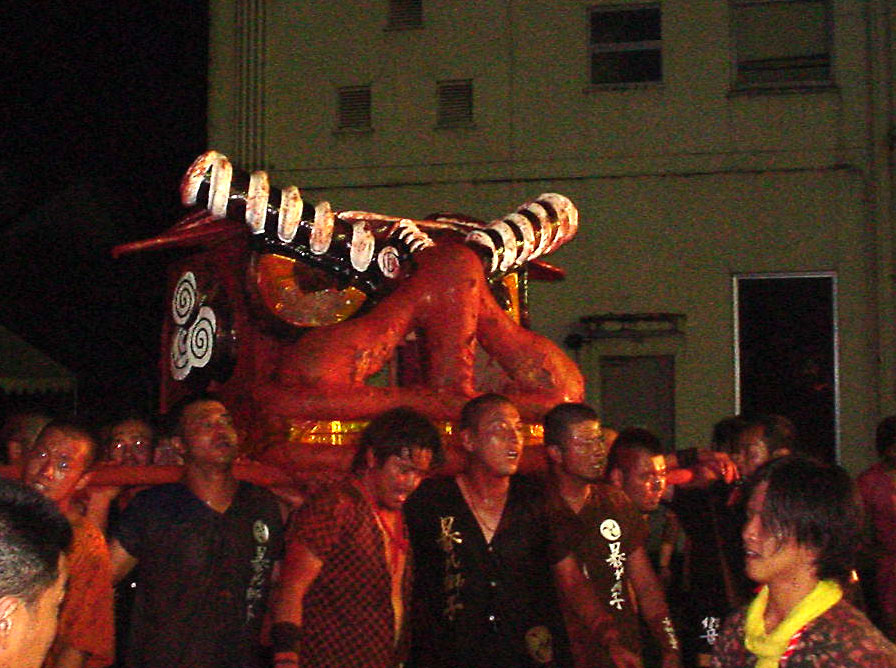
暴れ獅子

大胡祇園まつり（おおごぎおんまつり）は群馬県前橋市大胡地区を中心に行われる大胡神社の祭礼。
疫病退散を祈願する祇園祭のひとつ。毎年7月最終の土曜・日曜2日間で行われる。大胡町の中心を貫く下町（しもちょう）通りを塞ぐことになるため、交通確保のために一時期行われなくなり衰退したが、バイパスの開通によって復活した。以前は27-28日の日付固定で行われていたが、生活習慣の変化から現在では土曜・日曜に行われるようになった。由来は江戸の末期大胡で疫病が流行ったときに天王様と暴れ獅子が練り歩いたのが由来とする。

## 場所
JA前橋市大胡支所広場・しののめ信用金庫駐車場をメイン会場とし、両会場とそれをつなぐ下町通りにおいて各種行事が行われる。

## 行事
- 太々神楽（前橋市重要無形民俗文化財）
- 神輿巡行

天王さま（牛頭天王）の神輿が神馬と天狗（猿田彦）の先導で町内を巡行する。
- だんべえ踊り（よさこいソーランの群馬版）
- 暴れ獅子

約180年の歴史がある勇壮な行事。最終日の夕刻、商店や住宅を1軒1軒まわって門口で病魔退散を祈願して「暴れる」。